# フリップ・フィリップス
フリップ・フィリップス（Flip Phillips、1915年3月26日 - 2001年8月17日）は、アメリカのジャズ・テナー・サクソフォーン奏者にして、クラリネット奏者。彼は、1946年から1957年までノーマン・グランツのジャズ・アット・ザ・フィルハーモニックとの仕事で最もよく記憶されている。フィリップスは、自身が80代のときにヴァーヴにおいてアルバムを録音した。彼はメインストリーム・ジャズ、スウィング・ジャズ、ジャンプ・ブルースなど、さまざまなジャンルで演奏を行った。

## 略歴
彼はアメリカ合衆国ニューヨーク州ブルックリンで生まれた。1930年代、フィリップスはブルックリンのレストランでクラリネットを演奏するようになった。その後、フランキー・ニュートン、レッド・ノーヴォ、ベニー・グッドマン、ウィンギー・マノンらのバンドに参加。1940年代半ばにウディ・ハーマン・バンドのレギュラー・ソリストとなり、その後10年間、ジャズ・アット・ザ・フィルハーモニックで演奏した。彼はフロリダへと引退したが、15年後に音楽に回帰し、再び録音を行うようになり、80代になっても演奏を続けた。
1940年代と1950年代にはクレフ・レコードのため広範囲にわたって録音を行っており、そこには、バディ・モロー、トミー・ターク、カイ・ウィンディング、ソニー・クリス、レイ・ブラウン、シェリー・マンを伴って、彼がリーダーシップをとった小グループによる楽曲を吹き込んだ1949年のアルバムを含んでいる。また、彼はビリー・ホリデイの1952年のアルバム『ビリー・ホリデイ・シングス』に参加した。
2001年8月、フロリダ州フォートローダーデールにて86歳で亡くなった。

## ディスコグラフィ

### リーダー・アルバム
- 『コレイツ』 - Flip Phillips Collates (1952年、Clef)
- Flip Phillips Collates Vol. 2 (1953年、Clef)
- 『フリップ・フィリップス・クァルテット』 - Flip Phillips Quartet (1953年、Mercury)
- Jumping Moods (1954年、Clef)
- Rock with Flip (1954年、Clef)
- The Flip Phillips Buddy Rich Trio (1954年、Clef)
- Flip Phillips Quintet (1955年、Clef)
- The Battle of the Saxes (1956年、American Recording Society)
- 『フリップ』 - Flip (1956年、Clef)
- 『フリップ・ウェイルズ〜ベスト・オブ・ヴァーヴ・イヤーズ』 - Flip Wails (1956年、Clef)
- 『スウィンギン・ウィズ・フリップ』 - Swingin' with Flip Phillips and His Orchestra (1956年)
- Flip in Florida (1963年、Onyx)
- Your Place or Mine? (1963年、Jump)
- Flip Phillips Revisited (1965年)
- 『フィリップス・ヘッド』 - Phillips's Head (1975年、Choice)
- John & Joe  (1977年、Chiaroscuro)
- Live at the Beowulf (1978年)
- 『フリッペンシュタイン』 - Flipenstein (1981年、Progressive)
- 『ザ・クロウ〜ライヴ・アット・フローティング・ジャズ・フェスティバル』 - The Claw: Live at the Floating Jazz Festival (1986年、Chiaroscuro)
- 『サウンド・インヴェストメント』 - A Sound Investment (1987年、Concord Jazz) ※with スコット・ハミルトン
- 『リアル・スウィンガー』 - A Real Swinger (1988年、Concord Jazz)
- Try a Little Tenderness (1992年、Chiaroscuro)
- Live at the 1993 Floating Jazz Festival (1993年、Chiaroscuro)
- Spanish Eyes (1997年、Candid)
- John & Joe Revisited (1999年、Chiaroscuro)
- Swing Is the Thing! (2000年、Verve)
- Celebrates His 80th Birthday at the March of Jazz 1995 (2003年、Arbors)
- Live at the Beowulf: Arbors Historical Series, Vol. 5 (2004年、Arbors)[5]

### 参加アルバム
ジョニー・ホッジス
- In a Tender Mood (1955年、Norgran) ※1952年録音

ジーン・クルーパ & バディ・リッチ
- The Drum Battle (1960年、Verve) ※1952年録音

チャーリー・パーカー
- Big Band (1954年、Clef)